# جوان لاركن
جوان لاركن (بالإنجليزية: Joan Larkin)‏ (1939، ماساتشوستس في الولايات المتحدة)؛ كاتِبة وشاعرة أمريكية.